# Kim Petras
Kim Petras (ur. 27 sierpnia 1992 w Kolonii) – niemiecka piosenkarka działająca w Los Angeles. Uznawana jedną z najpopularniejszych otwarcie transpłciowych artystek. Pierwsza otwarcie transpłciowa kobieta, która otrzymała nagrodę Grammy.

## Życiorys
28 czerwca 2019 wydała debiutancki album pt. Clarity, który promowała singlem „Icy” i trasą koncertową Broken Tour obejmującą występy w Ameryce Północnej i Europie. 1 października 2019 wydała album pt. Turn Off the Light, na którym znalazły się utwory z wydanego rok wcześniej minialbumu Turn Off the Light, Vol. 1 oraz dziewięć premierowych nagrań. Na początku 2020 wyruszyła w trasę koncertową The Clarity Tour. 7 maja wydała utwór „Malibu”, do którego nakręciła teledysk z udziałem gwiazd show-biznesu, m.in. Paris Hilton, Charli XCX, Jessie J, Demi Lovato i Pabllo Vittar. W 2022 roku razem z Samem Smithem wydała singiel „Unholy”, z którym dotarli do pierwszego miejsca na liście Billboard Hot 100, a 6 lutego 2023 roku otrzymali nagrodę Grammy dla najlepszego duetu pop.
23 czerwca 2023 wydała album pt. Feed the Beast, który promowała singlem „Alone” nagranym w duecie z Nicki Minaj. 27 września 2023 rozpoczęła trasę koncertową obejmującą występy w Ameryce Północnej i Europie, w tym w Polsce (koncert ma się odbyć 2 marca 2024 roku w Warszawie).

## Dyskografia

### Albumy studyjne
- Problematique (wrzesień 2023)
- Clarity(inne języki) (czerwiec 2019)
- Turn Off The Light(inne języki) (październik 2019)
- Feed the Beast (czerwiec 2023)

### EP
- One Piece of Tape (marzec 2011)
- Spotify Singles (luty 2018)
- Turn Off the Light, Vol. 1 (październik 2018)
- Slut Pop (luty 2022)
- Slut Pop Miami (luty 2024)